# カストディアン
カストディアン（英語 : Custodian）は、投資家に代わって有価証券の管理（カストディ）を行う機関である。受託信託銀行ともいう。特に、国外の有価証券に投資する際、現地で有価証券を管理する金融機関のことを言う。

## 概要
投資家が国外の有価証券に投資する際に、購入した有価証券を輸送して本国で保管することは、輸送の費用・日数や保険に関する問題や外為法等による規制があり現実的でないため、現地のカストディアンを利用するのが一般的である。日本国外の投資家が日本の有価証券に投資する際は日本の受託信託銀行二行がカストディサービスを提供する。
カストディアンは有価証券の保管業務に付随して、取引の決済、配当金・元利金の受領、議決権の行使、コーポレートアクションの報告などの事務を投資家に代わって行うほか、証券のレンディング（貸付）を行うこともある。寄託と（準）委任の混合契約である委任カストディと、信託契約である信託カストディの2つの類型がある。
日本では、主に日本カストディ銀行と日本マスタートラスト信託銀行に二行がカストディアンサービスを提供している。グローバルにサービスを展開するカストディアンにはステート・ストリート、バンク・オブ・ニューヨーク・メロン、ブラウン・ブラザーズ・ハリマン、JPモルガン、バンク・オブ・アメリカ、BNPパリバ、ドイツ銀行、香港上海銀行、ゴールドマン・サックス、UBS、ソシエテ・ジェネラル、モルガン・スタンレーなどがある。また、国際証券集中保管機関としてユーロクリアとクリアストリームがある。ここに挙がっていない具体例は英語版を参照されたい。